# Grundhof (Luzern)

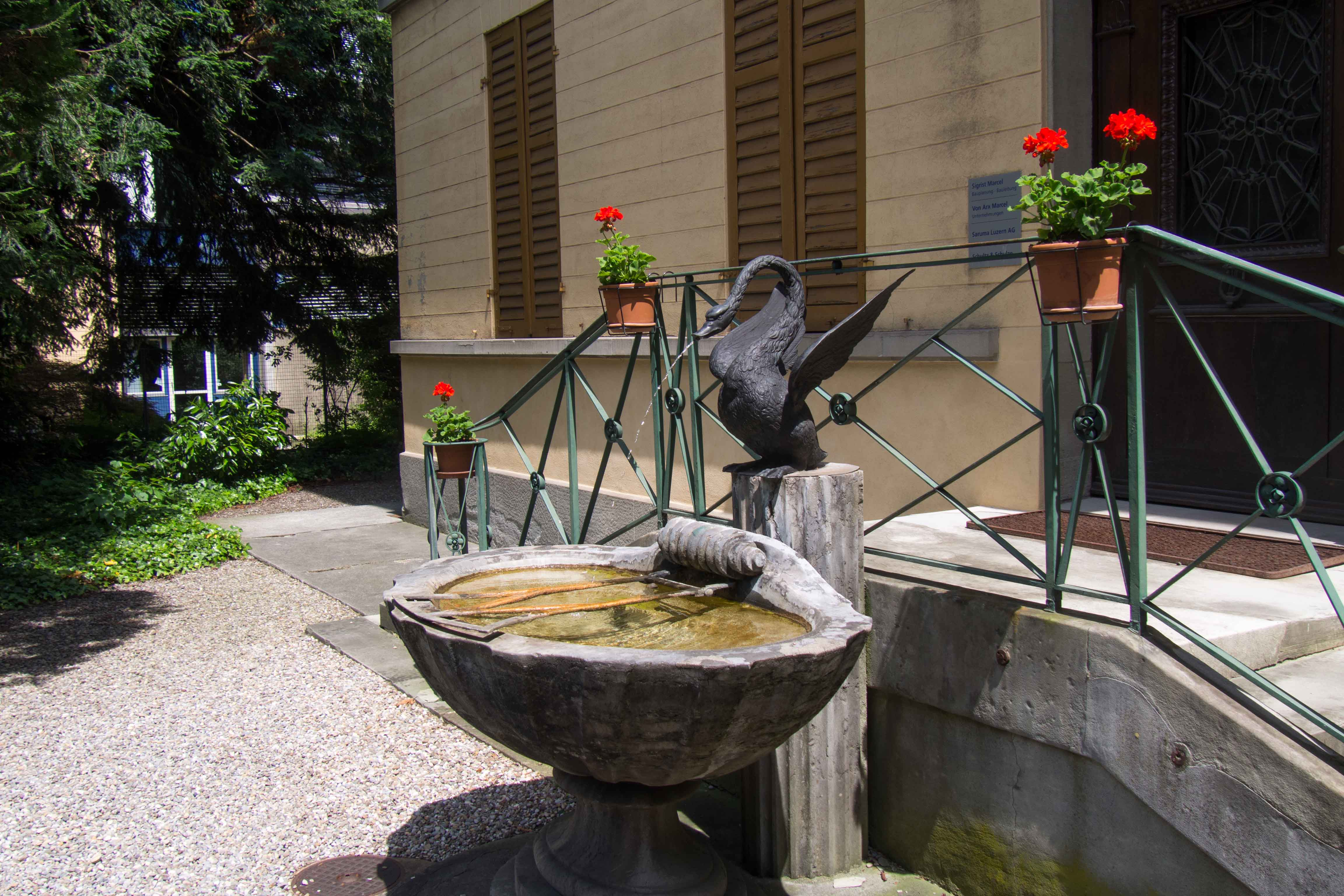
Schwanenbrunnen vor dem Hauptgebäude

Der ehemalige Herrschaftssitz Grundhof befindet sich beim Pilatusplatz im Quartier Obergrund der Schweizer Stadt Luzern. Er besteht aus einem Hauptgebäude und zwei Nebengebäuden. Auf der anderen Strassenseite liegt die frühere Spitalmühle.

## Gebäude und Geschichte
Das Hauptgebäude entstand von 1818 bis 1822 im klassizistischen Stil. Der Auftraggeber war Jost Bielmann, der damalige Wirt des Restaurants «Adler». Umgesetzt hat es der Luzerner Architekt Louis Pfyffer von Wyher (welcher auch das Luzerner Theater entwarf). Im Süden entstand von 1836 bis 1839 das Nebengebäude Süd, das direkt am Pilatusplatz liegende Nebengebäude Nord im Jahre 1837. Auf der Liste der Kulturgüter in Luzern sind die Gebäude als regional bedeutend aufgeführt.

## Innenräume
Alle drei Gebäude haben noch Einrichtungen aus den jeweiligen Bauzeiten und aus dem späten 19. Jahrhundert. Nennenswert sind hierbei die Tapeten, Relief-Applike, Kachelöfen und Parkettböden.

## Nutzung
Ursprünglich als Herrschaftssitz am Rande der Stadt entstanden mit Ländereien bis zum Ufer des Vierwaldstättersees, befindet dieser sich heute in dicht bebautem Stadtgebiet. Die drei Gebäude werden mittlerweile als Wohn- und Büroräumlichkeiten genutzt. Rückseitig befindet sich nach wie vor ein grosser Garten mit alten Bäumen und einem Pavillon, der ebenfalls unter Denkmalschutz steht.